# Christian Miller
Christian Miller (Columbia, 6 giugno 1996) è un giocatore di football americano statunitense che milita nel ruolo di linebacker per i Carolina Panthers della National Football League (NFL).

## Carriera professionistica

### Carolina Panthers
Nelson fu scelto nel corso del quarto giro (115º assoluto) del Draft NFL 2019 dai Carolina Panthers. Debuttò come professionista subentrando nella gara del primo turno contro i Los Angeles Rams senza fare registrare alcuna statistica. Due settimane dopo mise a segno i primi due sack sull'altro rookie Kyler Murray degli Arizona Cardinals. La sua stagione da rookie si chiuse con 3 tackle e 2 sack in 7 presenze, nessuna delle quali come titolare. Nella stagione 2020 decise di non scendere in campo a causa della pandemia di COVID-19.